# Annemarie Seybold
Annemarie Seybold (* 18. Mai 1920 in Nürnberg; † 11. Dezember 2010; geborene Annemarie Brunnhuber) war eine deutsche Sportwissenschaftlerin und Sportpädagogin.

## Werdegang
Annemarie Seybold-Brunnhuber absolvierte in Erlangen und München ein Lehramtsstudium in den Fächern Deutsch, Geschichte und Leibeserziehung. Darüber hinaus studierte sie Pädagogik und Psychologie. In der Folge unterrichtete sie an den Hochschulinstituten für Leibesübungen in München und Erlangen. Als Assistentin arbeitete sie am Neuaufbau der Turnphilologenausbildung. Als wissenschaftliche Mitarbeiterin an der Deutschen Sporthochschule Köln (1951 bis 1953) unter Carl Diem ging sie einem Lehrauftrag zum Thema „Methodik des Schulturnens“  nach. Ihre Arbeit „Die Prinzipien der modernen Pädagogik in der Leibeserziehung“ wurde 1954 mit dem Carl-Diem-Preis ausgezeichnet. 1957 folgte sie einem Ruf an die Erziehungswissenschaftliche Fakultät der Universität Erlangen, wo sie den Bereich Sportpädagogik und Sportdidaktik auf- und ausbaute. Seybold hielt Vorträge in mehreren Ländern. Ihr Forschungsschwerpunkt war die Bewegungserziehung: Als entscheidende Arbeit ihres sportwissenschaftlichen Handels gilt ein ab 1968, über neun Jahre unternommener Langzeitversuch, in dessen Rahmen sie eine Schulklasse begleitete, die Lernentwicklung und Unterrichtsthemen dokumentierte, um dann Handlungsempfehlungen zwecks Vermittlung von Freude an Bewegung zu geben.
1990 rief sie eine nach ihr benannte Stiftung ins Leben, die die Sportdidaktik an der Universität Erlangen-Nürnberg fördert.

## Schriften
- Annemarie Seybold: Pädagogische Prinzipien der Leibererziehung. Hrsg. v. Ausschuss deutscher Leibeserzieher. Beiträge zur Lehre und Forschung der Leibeserziehung. Heft 1. Hofmann Verlag. Schorndorf 1954.
- Annemarie Seybold: Didaktische Prinzipien der Leibeserziehung. Hofmann Verlag. Schorndorf 1972.

## Ehrungen
- 1954: Carl-Diem-Preis
- 1980: Hans-Groll-Plakette
- 2002: Bundesverdienstkreuz am Bande